# دسارا موریچی
دسارا موریقی (به انگلیسی: Desara Muriqi) (متولد ۲۷ مه ۱۹۸۵) یک راننده رالی آلبانیایی است که در اسکودر متولد شده است.  او در سال ۲۰۰۲ به شهر سانسپولکرو، ایتالیا نقل مکان کرد و در سال ۲۰۱۱ مدرک زبان و ادبیات خارجی را در دانشگاه سینا گرفت.